# Saint-Germain-en-Laye
Saint-Germain-en-Laye er navnet på en by og en kommune i Frankrig. Den ligger omtrent tyve kilometer vest for Paris, i Yvelines departementet, Île-de-France regionen.
Byen Saint-Germain-en-Laye har en meget gammel og rig historie forbundet med slottet, der var hjemsted for de franske konger, indtil Ludvig den 14. bestemte sig for at flytte til Versailles. Skoven omkring var tidligere kongeligt jagtområde.
10. september 1919 blev Saint-Germain-traktaten undertegnet på slottet Château de Saint-Germain-en-Laye i byen. Traktatens indhold bestemte blandt andet opløsningen af Østrig-Ungarn og lagde det folkeretslige grundlag for de nye statsdannelser på territoriet efter dobbeltmonarkiet.

## Historie
Saint-Germain-en-Laye blev grundlagt i 1010, da kong Robert den Fromme (972-1013) grundlagde et kloster, hvor St. Germanus kirken står i dag. Klostret blev indviet til Sankt Germanus, der sandsynligvis er identisk med Germanus fra Paris (496-576), der var biskop i Paris og blev kanoniseret i 754. Navnet Saint-Germain-en-Laye kan fortolkes som "Sankt Germanus i skoven".
Frem til den franske revolution i 1789 var byen en kongelig by, og slottet Château de Saint-Germain var en kongelig residens for en række monarker.
Det gamle slot blev bygget i 1348 af kong Karl den Vise på fundamentet af en borg (château-fort) fra 1238 under Ludvig den hellige. Frans den 1. sørgede for, at slottet blev restaureret i 1500-tallet. Napoleon 1. etablerede en officersskole for kavaleriet i Château-Vieux, men under Napoleon 3. blev det tidligere kongelige slot lavet om til Musée des Antiquités Nationales, der stadig har til huse her.
Både kong Henrik den 4. og kong Ludvig den 13. har sat præg på byen.
Ludvig den 14. blev født på slottet, og dette er baggrunden for at byvåbenet viser en vugge og hans fødselsdato. Ludvig den 14. havde Saint-Germain-en-Laye som sin hovedresidens i årene 1661 til 1681. Han stillede slottet til disposition for den engelske konge, Jakob den 2., efter at denne måtte rejse i eksil efter 1688-revolutionen. Jakob den 2. boede på slottet i 13 år, og hans yngste datter Louisa Maria Teresa Stuart blev født i eksil her i 1692. Jakob den 2. er begravet ved byens St. Germanus-kirke.
Saint-Germain-en-Laye er kendt for sin 2,4 kilometer lange stenterrasse, bygget af André Le Nôtre i årene mellem 1669 og 1673. Terrassen har udsigt over Seine-dalen og til Paris i det fjerne.
Under den franske revolution blev navnet på byen ændret, lige som det skete for mange andre navne, der havde religiøs eller kongelig antydning, og bynavnet blev ændret fra Saint-Germain-en-Laye til Montagne-du-Bon-Air.
Under den tyske besættelse under anden verdenskrig havde det tyske Wehrmacht et hovedkvarter i byen.

## Kendte personer
Saint-Germain-en-Laye er fødeby for:
- Henrik den 2. (1519–1559)
- Karl den 9. (1550–1574)
- Louis de Buade de Frontenac (1622–1698), guvernør i Ny Frankrig
- Ludvig den 14. (1638–1715)
- Filip 1., hertug af Orléans, (1640–1701), Ludvig 14. yngre bror
- Salomon Reinach (1858–1932), arkæolog
- Claude Debussy (1862–1918), komponist
- Maurice Denis (1870–1943), maler og forfatter (symbolist)
- Jacques Bacot (1877-1965) tibetolog
- Jaque Catelain (1897-1965), skuespiller
- Jehan Alain (1911–1940), organist og komponist
- Maurice Noël Léon Couve de Murville (1929-2007) katolsk ærkebiskop
- Jacques Fesch (1930–1957), kristen mystiker
- Albert Dupontel (født 1964), skuespiller
- Amélie Mauresmo (født 1979), professionel tennisspiller
- Caroline Garcia (født 1993), professionel tennisspiller

## Uddannelse
- Institut d'études politiques de Saint-Germain-en-Laye

- Wikimedia Commons har flere filer relateret til Saint-Germain-en-Laye